# Tirfi Tsegaye
Tirfi Tsegaye (Etiopía, 25 de noviembre de 1984) es una deportista etíope, especializada en carreras de fondo. Ganó la perstigiosa maratón de Berlín en el año 2014, en un tiempo de 2:20:18 que es su mejor marca en la prueba de maratón. También ha ganado la maratón de París, la de Tokio y la de Maratón de Dubái.